# パトリック (初代ソールズベリー伯)
初代ソールズベリー伯パトリック・オブ・ソールズベリー（Patrick of Salisbury, 1st Earl of Salisbury, 1122年ごろ - 1168年3月27日）は、アングロ＝ノルマン貴族。初代ペンブルック伯ウィリアム・マーシャルの伯父にあたる。

## 生涯
パトリックは、ウォルター・オブ・ソールズベリーとシビル・ド・チャワースの息子として生まれた。1141年以前はソールズベリーの執政官であり、有力な地方官吏ではあったが貴族ではなかった。同年、パトリックは妹のシビルを、かつて地元で対立していたジョン・フィッツギルバートと結婚させ、スティーブン王のもとを離れマティルダ皇后へと忠誠を誓った。これにより、パトリックはソールズベリー伯位とジョン・フィッツギルバートとの友情を得た。パトリックの甥であるウィリアムは、ヘンリー3世が未成年の間イングランドの摂政となった。ウィリアムは、パトリックがポワトゥー総督を務めていた時代に、一時期パトリックの侍従を務めた。
ソールズベリー伯は独自の貨幣を鋳造し、1135年から1153年にかけての無政府時代の際に、ソールズベリー伯領の都市で鋳造された。
パトリックは二度結婚した。二度目の妻は1149年にポンチュー伯ギヨーム3世の娘アデル（エラ）であった。アデルは第3代サリー伯ウィリアム・ド・ワーレンの未亡人であった。パトリックとアデルの間にはウィリアムという息子が生まれ、他にウォルター、フィリップを含む3人の息子がいた。
パトリックは1168年3月27日、フランスのポワティエでギー・ド・リュジニャンの軍勢による待ち伏せ攻撃を受け戦死した。